# 拉沙佩勒苏丹
拉沙佩勒苏丹（法語：La Chapelle-sous-Dun，法語發音：[la ʃapɛl su dœ̃]）是法国索恩-卢瓦尔省的一个市镇，属于沙罗勒区。

## 地理
拉沙佩勒苏丹（46°15'36"N, 4°17'35"E）面积8.51 平方千米，位于法国勃艮第-弗朗什-孔泰大區索恩-卢瓦尔省，该省份为法国中部省份，北起顺时针与科多尔省、汝拉省、安省、罗讷省、卢瓦尔省、阿列省和涅夫勒省接壤。
与拉沙佩勒苏丹接壤的市镇（或旧市镇、城区）包括：拉克莱特、博德蒙、瓦雷讷苏丹、沙西尼苏丹、布里奥奈地区圣洛朗。

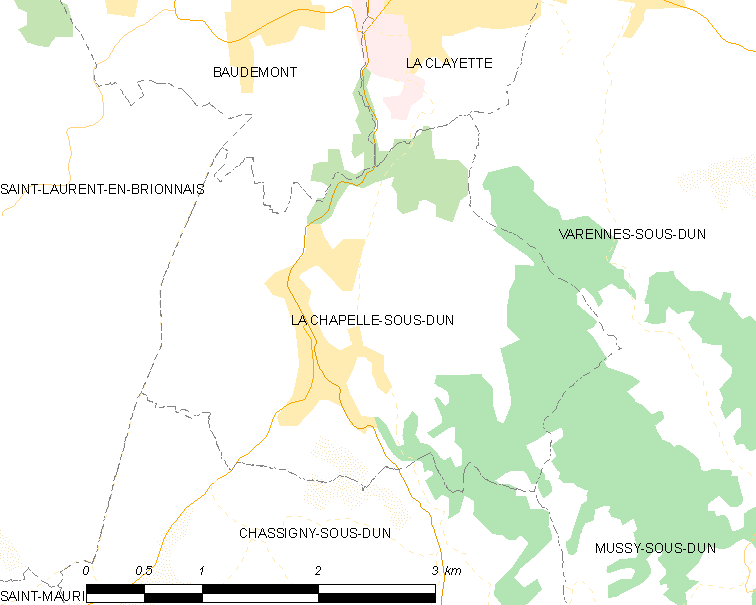
拉沙佩勒苏丹的OSM定位图

拉沙佩勒苏丹的时区为UTC+01:00、UTC+02:00（夏令时）。

## 行政
拉沙佩勒苏丹的邮政编码为71800，INSEE市镇编码为71095。

## 政治
拉沙佩勒苏丹所属的省级选区为绍法耶县。

## 人口

1962-2008年间拉沙佩勒苏丹人口变化图示

拉沙佩勒苏丹于2022年1月1日时的人口数量为432人。